# Teen Titans Go! vs. Teen Titans
Teen Titans Go! vs. Teen Titans  é um filme de animação de super-herói norte-americano de 2019 desenvolvido por Aaron Horvath e Michael Jelenic e produzido pela Warner Bros. Animation e DC Entertaimnent, é uma sequência de Teen Titans Go! to the Movies (2018), assim como um crossover entre duas séries de animação principal, Teen Titans Go! (2013) e a série original Teen Titans (2003) durante 14 anos após Teen Titans: Trouble in Tokyo que por sua vez, é baseado na equipe de mesmo nome da DC Comics, sendo o segundo filme da série Teen Titans Go! e estreou na Comic-Con em 21 de julho de 2019, seguido por um lançamento digital em 24 de setembro, seguido por um lançamento em DVD e Blu-ray em 15 de outubro. Os eventos do filme ocorrem durante a quinta temporada de Teen Titans Go! e após o final da quinta temporada de Teen Titans. O filme estreou no Cartoon Network em 17 de fevereiro de 2020.
O filme recebeu críticas positivas dos críticos.
Esta foi a última aparição de Robert Morse antes de sua morte em 2022.

## Sipnose
O filme começa com os Titãs de 2013 lutando contra o Fantasma Cavalheiro enquanto ele tenta roubar um banco possuindo um homem. Ele tenta fugir sem ser livre por possuir Robin (que só recupera a consciência depois que seus quatro amigos o chutam) e depois Estrelar (que só volta ao normal depois que Ravena usa sua magia). Quando Cavalheiro Fantasma tenta possuir Ravena para escapar, fazendo com que os outros Titãs se entretenham por compilar cartas em cima de sua cabeça e até mesmo rabiscar seu rosto, ele quebra sua gema enquanto explora sua mente escura, o que desencadeia um pouco de seu poder demoníaco interior e resulta em sua derrota e morte. Ela não se recupera de seu demônio até que reconheça seus amigos. Seus amigos tentam tranquilizá-la de que tudo está bem, mas ela está ciente de que ela não é, e depois se teletransporta de volta para a torre.
De volta ao seu quarto, Ravena luta para adormecer, mas enquanto ela viaja dentro de sua mente e se aventura no cofre destrancado, onde sua gema fraturada é armazenada, seu eu demoníaco a golpeia, assustando-a acordada. Assim como ela flutua em direção ao seu espelho, seu reflexo muda abruptamente para seu pai Trigon, para seu desânimo. Ele revela que a metade demoníaca de Ravena está lentamente assumindo o seu lugar e se oferece para levá-lo embora, mas ela se recusa a dá-lo a ele e vira o espelho para trás. Trigon não desiste facilmente, pois ele continua explicando o processo de ela gradualmente se tornando o mal, e ela começa a se sentir perturbada. Ela ainda permanece firme em rejeitá-lo, mesmo depois que ele mostra a ela uma projeção de que ela seja uma humana impotente e prefere parar de usar seus poderes, e quebra seu espelho antes de sair de seu quarto. Depois que Raven sai, uma voz malévola fala com Trigon e juntos eles concordam em continuar evocando seu plano de transformar Ravena em um monstro.
Enquanto isso, Robin coloca um fone de ouvido de realidade virtual na sala de estar, jogando um jogo estimulante dele batendo em seu clone do mal. Mas seu jogo é perturbado quando Cyborg o agarra e brinca com ele, para a diversão de Estrelar e Mutano. Depois de descobrir seu mal, ele fica bastante irritado e decide se gabar, embora os outros prefiram o "level-up" de Ravena. No entanto, depois que Cyborg repete o "modo de torrada" pela segunda vez, um portal é aberto do nada e Robin percebe que é uma crise multiverso. De repente, os Titãs são sequestrados pelo Mestre dos Jogos, um ser que explora o multiverso com seu Worlogog para encontrar as melhores versões de heróis particulares. Ele coloca os Titãs de 2013 contra os Titãs originais de 2003, que concordam em lutar depois que o Mestre dos Jogos ameaça destruir sua Terra, sequestrando os Titãs de 2013 um por um. Ciborgue e Mutano são os primeiros a serem capturados, Estrelar o terceiro, Robin o quarto (deita para seus movimentos improvisados e, finalmente, Ravena, que não pode escapar de uma pessoa que também tem poderes semelhantes como o dela. Ravena só pode ter um último olhar para a torre antes que ela e seus amigos estejam sendo agarrados no disco voador.
Depois de serem levados à força para o disco, os Titãs 2013 encontram-se em uma dimensão desconhecida com o público. Acontece que os Titãs de 2003 são as pessoas mascaradas que os pegaram, e logo as duas equipes lutam uma contra a outra depois que a equipe de 2003 revela suas identidades. No início, 2003 Robin acha que ele e sua equipe devem jogar suavemente até que ele decida ir duro quando 2013 é ofendido e joga-lhe um birdarang. Robin e Cyborg de 2003 conseguem tirar todos os Titãs de 2013, com exceção de Ravena, que está cansado de toda a situação até descobrir que está impedida de sair. Ravena de 2003 é desconfiada de como Ravena 2013 é proibido de sair, enquanto 2013 Ravena está furiosa e frustrado, o que quebra sua gema ainda mais, preocupando seu homólogo de 2003. Infelizmente, ela é coagida a liberar seu poder demoníaco contra a Ravena de 2003, e ela ataca ferozmente em sua forma demoníaca, nocauteando os caras restantes da equipe de 2003, e Robin de 2013 zomba deles sem perceber a situação fora de controle. 2003 Ravena percebe que 2013 Ravena está tendo sua energia absorvida enquanto a ataca, então ela tira sua contraparte quando percebe que o Mestre dos Jogos está sugando a energia demoníaca de sua contraparte. O Mestre dos Jogos, que prende os outros quatro membros de 2003, enquanto o Robin de 2013 está frustrado com seu trio continuado brincando, revela-se como sendo 2013 Trigon, que usa a energia de Ravena para ressuscitar  Trigon de 2003. Os dois Trigons sequestram as Ravenas e fogem para a Terra de 2003 para terminar absorvendo os poderes de Ravena de 2013 para que eles possam conquistar o multiverso. No início, os outros Titãs de 2013 acham engraçado com o de 2003 sem uma perna, até que os dois Trigons divulgam seu plano nefasto e afastam os Ravenas. Felizmente, as duas equipes conseguem escapar, mas os Titãs de 2013 parecem ter o nervo denso para lembrar como pousar.
Em 2013, Robin tendo um pouso mal sucedido, os dois grupos de meninos começam a discutir, então ambos as Estrelares raciocinam com eles, embora os caras se recusem a acomodar até que as meninas os levem a cantar um rap (2003 Robin não gosta). As duas equipes dos Titãs concordam em trabalhar juntas para parar os Trigons e resgatar seus Ravenas, embora as travessuras da equipe de 2013 confundam as de 2003. 2003 Robin deduz que os Trigons estão usando um Worlogog de sua Terra para viajar entre as dimensões, então eles precisam de um logotipo de Worlogog da dimensão 2013, o que convence a Estelar e os dois meninos a acompanhar com ele.
Em 2003 a dimensão de Trigon, Ravena de 2013 está irritada ao ver seu pai ainda bebêndo-a, e Ravena de 2003 está descontente com seu pai de 2003 estar vivo novamente. Ravena de 2013 é furiosa pelas ações de seu pai, mas 2013 Trigon se justifica criticando sua filha por ser uma heroína e sair com seus amigos, então ele escolhe conquistar o multiverso sem ela, e juntos os dois Trigons planejam destruir Ravena de 2003 também ... embora o 2003 que se considere ser o superior, e coerces Ravena de 2013 para dar-lhe através de meios violentos em vão.
Por outro lado, Mutano e Ciborgue estão perplexos com seus colegas de 2003 trabalhando e dizem-lhes para relaxar (com Estrelar de 2003 interpretando mal o chute e chuta o sofá), e para provar seu ponto, eles, junto com Estrelar, arrastam o trio de 2003 para cantar uma música sobre Worlogog, impressionando o trio de 2003.
Quanto aos Ravenas, eles enganam seus pais para libertá-los involuntariamente enquanto Trigon de 2013 luta para dar um refrigerante ao seu colega de 2003, e ambos chegam à Terra 2003. Sabendo que ela e seu colega têm que andar por uma longa distância, Ravena está chateada, mas não tem escolha, já que ela não quer passar tempo com seu pai.
No universo de 2013, Robin acredita que o destino de todos está em suas mãos, até que as frequentes interrupções de Robin o irritam. Os outros membros se relacionam suavemente uns com os outros. Como Robin sabe que há outro Worlogog escondido no universo de 2013 (romclando-o como uma cópia), os Titãs de 2013 deduzem que o Papai Noel tem o Worlogog, surpreendendo a equipe de 2003. Os Titãs de 2013 habilmente se escondem na casa do Papai Noel e derrubam suas renas e os elfos de guarda, até Robin tropeçar em um fio, uma parte do plano do Papai Noel! Como resultado, as duas equipes têm que lutar contra o Papai Noel e a Sra. Claus, a arma secreta do Pai Natal! Parece que cabe apenas ao número 2003 Mutano e as Estrelares para levá-la para fora quando os outros meninos não são páreo contra ela... Enquanto isso, na Terra de 2003, os Ravens saem da sombra depois de 2013 Trigon assusta um homem, mas 2013 Raven não pode continuar. Em vez de querer continuar, Ravena acha que é melhor deixar sua gema rachada, então sua contraparte espera convencê-la a aceitar quem ela é com a ajuda de seus amigos, embora Ravena ainda seja teimosa o suficiente para escolher andar mesmo quando seus pés estão cheios de varíola.
Os outros Titãs continuam a lutar ferozmente com o casal de Papai Noel e seus asseclas no Pólo Norte. Os Titãs de 2003 fazem o seu caminho para fora e derrotam com sucesso a Sra. Claus. Os Ciborgues então se combinam para se tornar uma máquina de viajar dimensional e as duas equipes escapam usando o dispositivo para viajar entre as dimensões com o casal de Papai Noel perseguindo-as (confusando os Titãs de outras dimensões durante o processo) e, eventualmente, chegar à Terra de 2003 logo após 2003 Trigon absorve os poderes do Ravena de 2013, até mesmo enviando os Papais Noel para enfrentar o medo das crianças enquanto são enviados para a Jump City de 2013.
As Ravenas logo chegam ao porto e estão prestes a embarcar na balsa, mas Trigon de 2003 esmaga-o como ele aparece antes deles. Eles tentam retaliar ambos os pais, apenas para 2013 Raven acidentalmente desencadeia seu eu demônio quando ela está prestes a ajudar seu colega de 2003, o que leva a seus poderes a serem drenados pelo Trigon de 2003. Pelo menos os outros Titãs chegam, então Ravena explica que Ravena de 2013  está enfraquecido, mas Mutano de 2013 não tem paciente e só quer verificar se o último está bem, o que acontece que ela é como ela acorda, não na maneira que ele espera, uma vez que ela é realmente alegre e acha que ele é bonito.
Ravena ser feliz não é um resultado desejado para o Trigon de 2003 de qualquer maneira, e ele interroga seu equivalente de 2013. Cansado dos insultos de sua contraparte, Trigon 2013 absorve os poderes de Trigon de 2003 e se transforma em um novo e poderoso sendo chamado Hexágono. Bem, no início, seus corpos sendo fundidos parecem ser hilários ... até que ele carrega seu poder. Para combater essa nova ameaça, Robin usa seu Worlogog para convocar equipes dos Titãs em todo o multiverso. No entanto, Hexágono prova ser muito poderoso, e pior Ravena de 2013 é muito alegre para entender o perigo. Ela eventualmente esclarece as probabilidades absorvendo todos os seus colegas e se transforma em um dragão conhecido como A Maldade, protegendo os Robins e depois prosseguindo para retaliar contra Hexágono. Os Titãs destroem Worlogog de Trigon e ajudam Ravena a recuperar seus poderes, o que se livra do Trigon de 2003.Robin de 2013 usa seu Worlogog para enviar 2013 Trigon para uma dimensão zumbi.
Esse não é o encerramento, uma vez que 2013 Raven é engolida por sua forma de demônio! Mas a preocupação de Mutano, lembra-a de recuperar a consciência e ela finalmente faz um consentimento com seu eu interior, ganhando o controle sobre si mesma (ela ainda não gosta dos abraços de seus amigos).
Depois de Ravena de 2013 aceita sua metade demoníaca, todos os Titãs são enviados para casa para suas respectivas dimensões, e as duas equipes se despedindo, mas Robin de 2003 não quer que seu colega volte e visite, perturbando o resto da equipe de 2003. Ao retornar à Terra, os Titãs de 2013 estão felizes que Ravena tenha se atualizado e eles não tenham que suportar outro crossover ameaçador multiversal por pelo menos mais um ano. mas eles são atacados pouco depois por Darkseid, que eles se recusam a sair da exaustão. Cyborg é a única pessoa que mais tarde se perturbou sobre a conquista de Darkseid, embora seus amigos mais jovens não possam se importar menos. E tudo termina com um dos soldados de Darkseid salivendo em uma das janelas de vidro.

## Elenco
- Greg Cipes como Mutano
- Rhys Darby como Mestre dos Jogos
- Grey Griffin como Sra. Cláusula de Cláusula / Banco
- Sean Maher como Asa Noturna
- Scott Menville como Robin
- Robert Morse como Papai Noel
- Khary Payton como Ciborgue
- Kevin Michael Richardson como Trigon
- Tara Strong como Ravena
- Hynden Walch como Estrelar
- "Weird Al" Yankovic como Gentleman Ghost / Darkseid

## Recepção
O filme foi lançado com críticas positivas. Com base em 5 avaliações coletadas no Rotten Tomatoes, o filme tem uma taxa de aprovação de 100% com uma classificação média de 8,30.
O filme recebeu críticas positivas dos críticos. IGN deu ao filme um 8 de 10 afirmando: "Outro esforço animado incrível da DC / Warner Bros., Teen Titans Go! vs. Teen Titans é um filme super divertido, perfeitamente preparado para estrear na San Diego Comic Con. Repleto de personagens clássicos e diversão fan-satisfatória, este crossover caótico de desenhos animados certamente encantará até mesmo os fãs mais excêntricos dos Jovens Titãs e os mais atrevidos Teen Titans Go! obstinados. Basicamente, não importa onde você está entrando nesta arena, você terá um bom tempo titânico ao se juntar a essas duas equipes em uma jornada multiverso-hopping através do tempo, espaço e... Papai Noel!"
CBR.com deu ao filme uma crítica positiva: Teen Titans Go! vs.Teen Titans não é o filme mais revolucionário de todos os tempos, nem atinge a escala verdadeiramente ambiciosa que os Jovens Titãs do ano passado! Para os filmes ou o tema tematicamente semelhante Homem-Aranha: No Aranha-Verso conseguiu ser. Mas como uma carta de amor para a franquia que incorpora muito humor e coração, o novo filme é bem-sucedido. O filme prova que não importa a forma que eles vêm, os Jovens Titãs podem ter histórias convincentes e emocionais, mesmo em meio a piadas sobre super-humanos lutando contra os elfos do Papai Noel.
Fanbasepress premiou o filme com um positivo geral: "No geral, este é um ótimo filme que crianças e adultos vão adorar".
Teen Titans Go! vs. Teen Titans ganhou US $ 250.500 de vendas domésticas em DVDs e US $ 450.484 de vendas domésticas em Blu-ray, elevando seu total de ganhos domésticos de vídeo doméstico para US $ 700.984.